# Glande de Duvernoy
Pour les articles homonymes, voir Duvernoy.

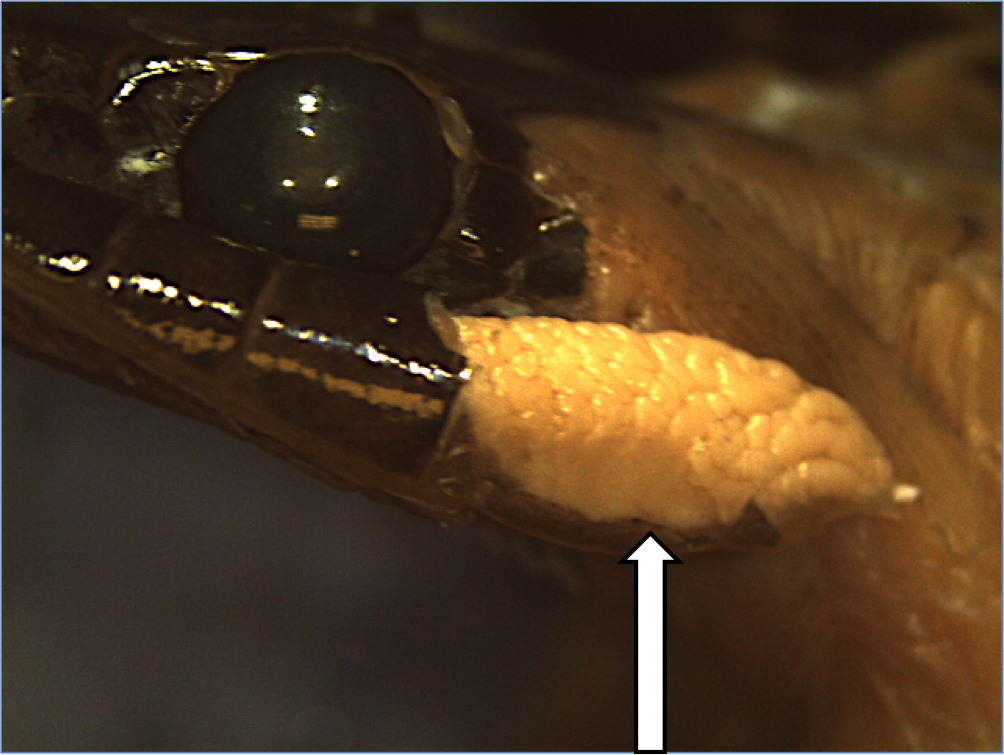
Glande de Duvernoy (indiquée par la flèche) sur une couleuvre.

La glande de Duvernoy est une glande présente chez certains serpents de la famille des Colubridae et dont les sécrétions se situent entre la salive et le venin.
Cette glande a été décrite par Louis Georges Duvernoy, médecin et zoologiste français, qui lui a donné son nom.